# Ceratinia espriella
Ceratinia espriella är en fjärilsart som beskrevs av William Chapman Hewitson 1868. Ceratinia espriella ingår i släktet Ceratinia och familjen praktfjärilar. Inga underarter finns listade i Catalogue of Life.